# CA Nacional Potosí
Club Atlético Nacional Potosí, oftast enbart Nacional Potosí, är en fotbollsklubb från Potosí i Bolivia och grundades den 8 april 1942. Klubben spelar sina hemmamatcher på Estadio Victor Agustín Ugarte som tar strax över 32 000 åskådare. 2009 gjorde Nacional Potosí debut i den högsta divisionen, men åkte ur direkt. Klubben har aldrig vunnit den högsta serien i Bolivia, men har vunnit den näst högsta serien vid två tillfällen, 2008 och 2010. Genom att komma på femteplats i Torneo Apertura 2013 så lyckades laget för första gången kvalificera sig till Copa Sudamericana.